# L'uomo che viaggiava nel vento e altri racconti di brezze e correnti
L'uomo che viaggiava nel vento e altri racconti di brezze e correnti è il quarto album in studio e secondo concept album del rapper italiano Murubutu, pubblicato il 14 ottobre 2016 per l'etichetta discografica indipendente Mandibola Records/Irma Records.

## Tracce
Testi di Murubutu.
1. Anemos (introduzione) – 2:29
2. La bella creola – 3:54
3. Grecale – 4:14
4. Scirocco (feat. Rancore) – 4:52 (testo: Murubutu, Rancore)
5. Mara e il maestrale – 4:03
6. Bora (feat. DJ T-Robb) – 4:13
7. Dafne sa contare (feat. Dia) – 3:41
8. Levante (feat. Dargen D'Amico, Ghemon) – 4:30 (testo: Murubutu, Dargen D'Amico, Ghemon)
9. Linee di libeccio – 3:37
10. Il re dei venti (feat. La Kattiveria) – 5:06
11. Isobarre – 3:57
12. L'armata perduta di Re Cambise – 3:13
13. L'uomo che viaggiava nel vento (feat. Amelivia) – 3:44
14. L'ultimo soffio (conclusione) – 2:55

Durata totale: 54:28

## Formazione

### Musicisti
- Murubutu – voce
- Rancore – voce aggiuntiva (traccia 4)
- DJ T-Robb – scratch (traccia 6)
- Dia – voce aggiuntiva (traccia 7)
- Dargen D'Amico, Ghemon – voci aggiuntive (traccia 8)
- La Kattiveria – voci aggiuntive (traccia 10)
- Amelivia – voce aggiuntiva (traccia 13)

### Produzione
- Muria – produzione (traccia 1)
- XXX-Fila – produzione (tracce 2, 3, 5, 7 e 9)
- Il Tenente – produzione (tracce 4, 6, 10 e 14)
- Kintsugi – produzione (traccia 8)
- DJ West – produzione (tracce 11, 12 e 13)